# 昭和学園高等学校
昭和学園高等学校（しょうわがくえんこうとうがっこう）は、大分県日田市渡里日ノ出町にある私立高等学校。学校法人岩尾昭和学園が運営している。真宗大谷派学校連合会の会員校。
なお、旧昭和女子高等学校と昭和女子大学とは無関係である。

## 設置学科
- 普通科
  - 特別進学コース
  - キャリアデザインコース（2014年新設）

　 （2年次より「進学選択」「情報選択」「総合選択」に分かれる）
- - 製菓衛生師コース
- 調理科
- 福祉科
- 看護学科
  - 基礎課程
  - 専門課程

普通科（2014年度より）
- - （情報コース）※コース再編により募集停止
  - （総合コース）※コース再編により募集停止

## 沿革
- 1939年（昭和14年）4月 - 日田家政女学校として創立。
- 1944年（昭和19年）2月 - 昭和女子農業学校に改編。
- 1948年（昭和23年）5月 - 昭和女子高等学校と改称。
- 2002年（平成14年）4月 - 昭和学園高等学校と改称、男女共学化。

## 著名な卒業生
- 赤尾亜希 - バドミントン選手、元ヨネックス所属
- 赤尾美代 - バドミントン選手、元昭和学園高等学校コーチ、現ヨネックス所属
- 末綱聡子 - バドミントン選手、NECセミコンダクターズ九州・山口所属
- 田村千秋 - バドミントン選手、ヨネックス所属

## 関連校
- 真宗大谷派学校連合会の各校